# Кольцевые гонки
Кольцевы́е гонки — общий термин для большинства видов автомобильных и мотоциклетных гонок, проводящийся на специально построенных гоночных трассах (автодромах) с ровным твёрдым покрытием.
Название гонки связано с тем, что в ходе соревнований автомобиль (мотоцикл, грузовик и так далее) движется по замкнутой траектории («кольцу»), в отличие от таких дисциплин, как ралли, ралли-рейды, подъём на холм, дрэг-рейсинг и другие, где участник перемещается между заданными пунктами. Однако некоторые виды соревнований, проводящихся по замкнутой траектории (автокросс, ралли-кросс, картинг), традиционно не относят к кольцевым гонкам. Автомобили (мотоциклы), предназначенные для кольцевых гонок, как правило, специально подготовлены для движения по ровному покрытию, обеспечивающему хорошее сцепление с дорогой и, как результат, высокие боковые ускорения. Как и в других автомотоспортивных дисциплинах, такие автомобили (мотоциклы) подразделяются на классы или зачетные группы. Примеры таких классов в автоспорте — Формула-1, Формула-2, Формула-3, GP2, GP3, GT1, GT2, GT3, в России — Туринг, Легендс, Супер-Продакшн, Митджет и др. Примеры соревнований (чемпионатов, кубков, трофеев) по кольцевым автогонкам: «Formula 1 Grand Prix», «WTCR», «FIA WEC», «FIA European Truck Racing Championship», в России — «Чемпионат России в классе „Туринг“» и т. д. В мотоспорте: за рубежом — «MotoGP», в России — Чемпионат России по шоссейно-кольцевым мотогонкам (RSBK). Серии соревнований по кольцевым автогонкам, как правило, объединяют в себе несколько гоночных классов, которые участвуют в заездах по очереди в течение гоночного уик-энда. Классы внутри серии могут быть равноправными  (пример — «Российская Суперсерия», объединявшая классы «Митджет», «Легендс» и «Лада Гранта»), или иметь выраженный акцент на одном из классов (пример — «Formula 1 Grand Prix»), по отношению к которому остальные являются «гонками поддержки». Иногда в одном заезде объединяется несколько классов, близких по скорости, например — «24 часа Нюрбургринга» (более 10 классов), в России — «Туринг-Лайт» и «Супер-продакшн» в рамках Российской Серии Кольцевых Гонок.

## Терминология
Автодром — закрытая, огороженная территория с характерными сооружениями, используемая для проведения соревнований. Как правило, автодромом называют целый комплекс сооружений, предназначенных как для размещения и обслуживания гоночной техники, так и для приёма зрителей. Современные автодромы, помимо трассы, включают в себя паддок, парковки, пит-билдинг (технические боксы), трибуны, башню управления гонкой, центр гостеприимства и другие сооружения.
Гоночная дорожка — маршрут, в применении к кольцевым гонкам, ограниченный белыми линиями, по которому движутся спортивные транспортные средства во время соревнования.
Трасса — гоночная дорожка, спроектированная или приспособленная для автомобильных и мотоциклетных соревнований, с сооружениями безопасности, включая обочины, зоны вылета, энергопоглощающие и останавливающие ограждения и сетки.
Кольцевая трасса — замкнутая трасса, начинающаяся и оканчивающаяся в одной точке.

## История

### Автомобильные кольцевые гонки
Автомобильные гонки начались почти сразу после создания автомобилей, оснащенных бензиновыми двигателями внутреннего сгорания. Первые организованные соревнования прошли 28 апреля 1887 года во Франции по маршруту Neuilly Bridge - Bois de Boulogne. Первая гонка, в которой участники стартовали одновременно, состоялась в 1895 году (Париж — Бордо — Париж, 1178 км). Первой организованной серией соревнований можно считать «Неделю Скорости», состоявшуюся в Ницце, Франция, в конце марта 1897 года, где было собрано большинство существующих гоночных дисциплин, включая подъём на холм и спринт. Первые международные соревнования, то есть те, в которых, помимо личного зачета, появился зачет стран-участниц — «Кубок Гордона Беннетта» (Gordon Bennett Cup).
В начале XX века появляются первые стационарные автодромы. Они обеспечивали больше комфорта и были более безопасными для зрителей по сравнению с гонками по дорогам общего пользования. Старейшим автодромом в мире считается Milwaukee Mie (США, штат Висконсин), открытый в 1903 году. Правда, перед этим он использовался для конного спорта. Поэтому его первенство оспаривает британский автодром Бруклендс, специально построенный для автомотоспорта в 1907 году в центре британской авиаиндустрии, где находился завод фирмы Vickers и аэродром. Строительство этого сооружения положило начало традиции размещать автодромы вблизи или на месте авиационных баз и аэропортов. После Второй мировой войны большинство британских гоночных трасс было построено по этому принципу. В России характерный пример — Автодром АДМ (Мячково), строительство которого на подготовленной площадке одноимённого аэродрома позволило значительно сократить издержки.
В конце 1940-х организационно оформляются кольцевые гоночные серии, которые сегодня входят в число самых коммерчески успешных спортивных предприятий мира: NASCAR в США и «Формула-1» в Европе.

#### В СССР
В Прибалтике кольцевые гонки начали развиваться ещё до её присоединения к СССР. На эстонской трассе Пирита-Козе-Клоостриметса первые мотогонки состоялись в 1933-м, автогонки — в 1934 году. В 1938 открылся «Межапарк» под Ригой, с 1930-х проходят гонки вблизи Пярну (Эстония). В Москве для кольцевых гонок использовался с 1961 года стадион Лужники; однако, после смертельной аварии Рудольфа Гольдина в 1965 году гонки там были запрещены. В Санкт-Петербурге кольцевые гонки проходили с 1958 года рядом со стадионом имени Кирова на трассе «Невское кольцо». Первым советским спортивным комплексом, специально построенным для кольцевых автогонок, считается автотрасса в Бикерниекском лесу (Латвия, 1965). Второй стационарный автодром — «Чайка» под Киевом (1975). Последний подобный проект был осуществлен в Грузии вблизи столицы (Автодром Рустави).

#### В России
После распада СССР все стационарные автодромы оказались за границами России. Кольцевые гонки возобновились в 1993 году, одноэтапный чемпионат страны прошёл на трассе Невское кольцо. Годом позже прошли гонки на временной городской трассе «Воробьёвы Горы» перед зданием МГУ им. Ломоносова. В 1995-м кольцевые гонки проводились на дорогах испытательного полигона НАМИ под Дмитровым, завершается реконструкция автодрома Невское кольцо. В 1998-м открывается городская трасса «Тольятти-Ринг», одновременно выкладывается асфальтированная гоночная трасса на лётном поле Ходынского аэродрома. Чемпионат России 1999 года проходит в семь этапов на трёх трассах — «Тольятти-Ринг», «Ходынка — Московское Кольцо» и «Невское Кольцо», Кубок России насчитывает 3 этапа. Развиваются классы гоночных формул (национальные Формула-1600 и Формула Русь, международная Формула-3) и кузовные классы (Туринг, Кубок Фольксваген Поло). В 2001-м Ходынка закрывается из-за начала жилой застройки, и московские этапы переносятся на Воробьевы Горы. Одновременно строится первая конфигурация гоночной трассы на аэродроме Мячково. Мячково реконструируется по требованиям Категории III FIA. По завершении реконструкции, трасса «АДМ» в Мячково на два года становится единственным полноценным автодромом страны. В 2004-м дебютирует серия RTCC, впервые этапы проходят на временных трассах в Орле, Курске, Липецке. В 2007-м в Красноярске открывается новая стационарная трасса России — «Красное Кольцо». В 2008-м в Мячково впервые проходит Кубок Северной Европы (FIA NEZ) в классе Формула-3. В России дебютирует международный класс спортпрототипов Legends. Из-за финансовых проблем перестают проводиться чемпионаты Формула-Русь и Формула-3. В конце года закрывается «Невское Кольцо», в связи с реконструкцией стадиона им. Кирова. В 2009-м завершается строительство стационарных трасс «Смоленское Кольцо» и «Нижегородское Кольцо». В 2010-м на «Смоленском Кольце» впервые проходит международная гонка грузовиков (этап FIA European Truck Racing Championship). Чемпионат России 2009—2011 гг. проводится только в кузовных классах в рамках серии RTCC. 2011-м в RTCC приходят два новых класса — Mitjet и Lada Granta. В 2012-2013 годах главная гоночная серия страны получает наименование Russian Racing Championship, а с 2014 года — Российская серия кольцевых гонок.